# 미슈미날다람쥐
미슈미날다람쥐 또는 미슈미고원날다람쥐(Petaurista mishmiensis)는 다람쥐과에 속하는 설치류의 일종이다. 인도 아루나찰프라데시 주 미슈미 구릉 지대, 디방 계곡 상류와 하류, 안자 지역에 분포한다. 해발 1200~1900m 메하오 지역에서 발견된다.